# رزمایش امنیت و آرامش
رزمایش امنیت و آرامش به رزمایش نیروی انتظامی جمهوری اسلامی ایران گفته می‌شود که در تاریخ ۲۰ آبان ۱۳۸۷ آغاز شد. و قرار است به مدت شش روز با حضور ۳۰ هزار مأمور پلیس انجام شود. اجرای مراسم رژه، رژه هوایی با حضور ۵۰ پرنده، انجام عملیات چترریزی، راهپیمایی تاکتیکی در ۱۰ مسیر تعیین شده، گسترش و استقرار واحدهای عملیاتی در مکان‌های از پیش تعیین شده و همچنین اجرای پدافند غیرعامل، بخشی از محورهای عملیاتی این رزمایش است.۳ روز اول رزمایش به انجام فعالیت‌های نظری، مباحث روانی و اطلاع‌رسانی در رسانه‌های کشور اختصاص یافته‌است. نمایش مانور یگان‌های عمل‌کننده رزمایش امنیت و آرامش نیروی انتظامی تهران بزرگ نیز از پنج‌شنبه ۲۳ آبان در سطح شهر تهران آغاز شد و تا روز شنبه ۲۶ آبان ادامه داشت.

## اهداف
اسماعیل احمدی مقدم فرمانده وقت نیروی انتظامی ایران هدف از برگزاری رزمایش را مقابله با تروریسم و آموزش شهروندان تهرانی برای هماهنگی هر چه بیشتر در مواقع بروز بحران‌های اجتماعی عنوان کرد. ولی برخی رسانه‌های خارجی از جمله لوس‌آنجلس تایمز، واشنگتون پست و هاآرتص این رزمایش را نشانه‌ای از نگرانی نیروی انتظامی ایران از شورش‌های اجتماعی به دلیل شرایط اقتصادی و سیاسی کشور خواندند.

## محدودیت‌های ترافیکی
برای اجرای مراسم ویژه که شامل چهار هزار دستگاه خودرو و موتورسیکلت یگان‌های موتوری می‌شود محدودیت‌های برای تردد خودروها در نظر گرفته شده‌است.